# Latrobe Council
Latrobe Council är en kommun i Australien. Den ligger i delstaten Tasmanien, i den sydöstra delen av landet, omkring 200 kilometer norr om delstatshuvudstaden Hobart. Antalet invånare var 10 699 vid folkräkningen 2016.
Följande samhällen finns i Latrobe:
- Latrobe
- Port Sorell
- Sassafras
- Wesley Vale